# Fuenferrada
Fuenferrada è un comune spagnolo di 43 abitanti (2005) situato nella comunità autonoma dell'Aragona.